# Peltops
Peltops là một chi chim trong họ Cracticidae.